# Felsendickkopf
Der Felsendickkopf (Colluricincla woodwardi) ist ein Sperlingsvogel aus der Gattung Colluricincla innerhalb der Familie der Dickköpfe und ist ein Vertreter der Avifauna Australiens.
Die Bestandssituation des Felsendickkopfs wird von der IUCN als ungefährdet (least concern) eingestuft. Es werden keine Unterarten unterschieden.

## Beschreibung

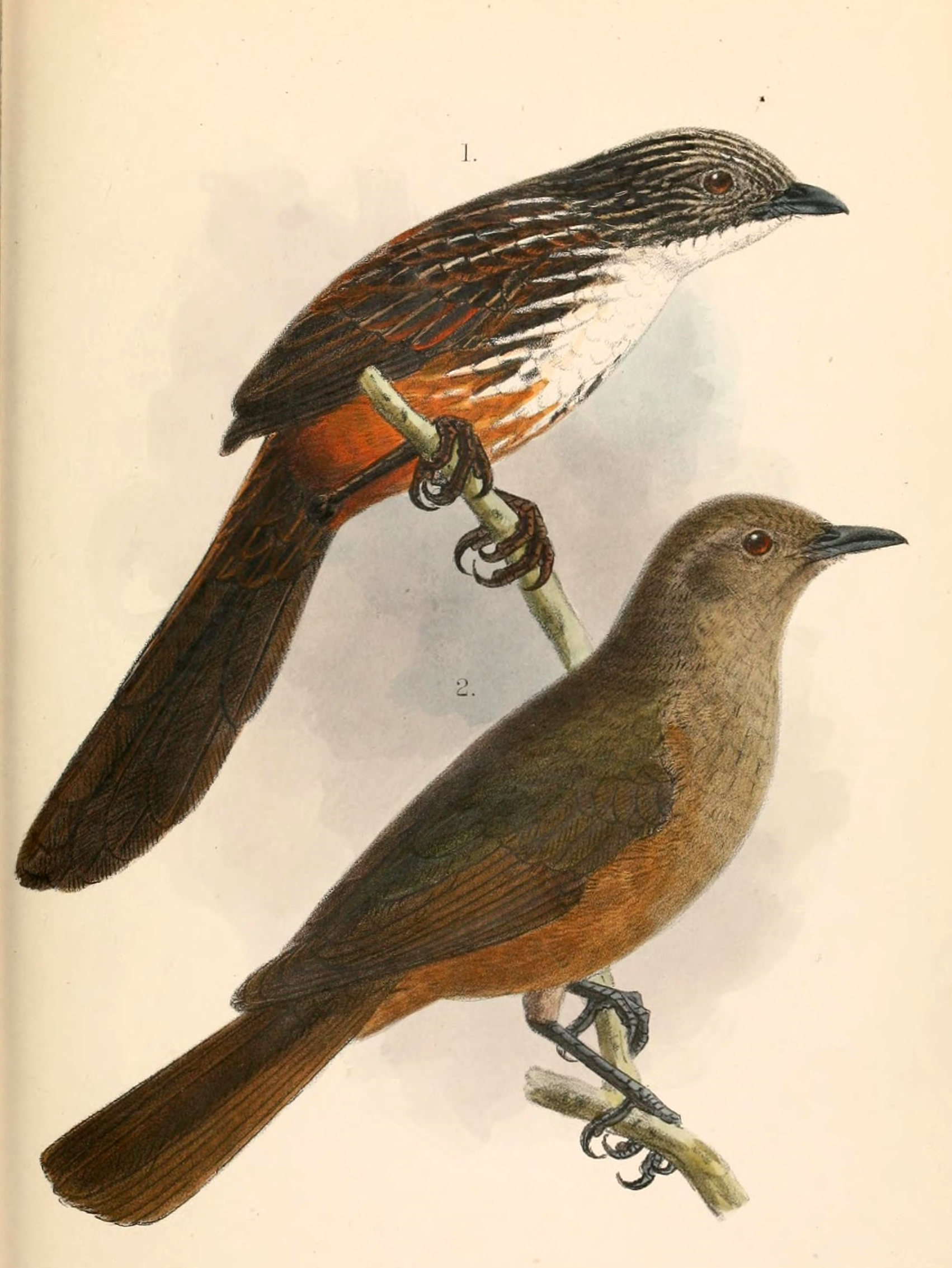
Ein Felsendickkopf (unterhalb), mit einem Weißkehl-Grasschlüpfer (darüber).

### Körperbau und Maße
Der Felsendickkopf erreicht eine Körperlänge von 24,5 bis 26,5 Zentimetern und ein Gewicht von durchschnittlich 53 Gramm. Er ist innerhalb seiner Gattung einer der größeren Vertreter und erinnert mit seinem Körperbau an eine Drossel. Der Graubrust-Dickkopf ist zwar ähnlich groß wie der Felsendickkopf, der Graubrust-Dickkopf ist aber deutlich kräftiger gebaut. Im Vergleich zum Graurücken-Dickkopf und dem Walddickkopf ist der Felsendickkopf deutlich größer. Es besteht kein auffälliger Geschlechtsdimorphismus. Das Weibchen unterscheidet sich vom Männchen lediglich durch den grauen Schnabel.

### Erscheinungsbild
Der Kopf und der Hals sind dunkelgrau, die Zügel sind weißlich, ein Federring um die Augen ist ebenfalls weißlich, aber nur sehr schmal. Das Kinn ist weißlich bis hellgrau. Die Körperoberseite ist dunkelgrau. Das Schwanzgefieder ist auf der Oberseite dagegen dunkelbraun. Die Brust ist blass rotbraun mit schmalen dunkelgrauen Stricheln. Die übrige Körperunterseite ist blassbraun. Das Schwanzgefieder ist auf der Unterseite dunkel braungrau. Der Schnabel ist schwarz, die Iris ist dunkel rotbraun. Der Orbitalring ist dunkelgrau. Die Beine und Füße sind schwarz bis schwarzgrau.

## Verwechslungsmöglichkeiten
Im Verbreitungsgebiet des Felsendickkopfs kommen mehrere Arten der Dickköpfe vor, mit dem er verwechselt werden kann. Sie alle besiedeln aber unterschiedliche Lebensräume.
Der Braunrücken-Dickkopf ist im Vergleich zum Graubrust-Dickkopf deutlich schlanker gebaut und wirkt insgesamt dunkler. Der Walddickkopf kommt in Regenwäldern des nordwestlichen Australiens und ist deutlich kleiner. Bei ihm ist die Körperunterseite deutlich dunkler als beim Braunbrust-Dickkopf. Der Graurücken-Dickkopf besiedelt Berg-Regenwälder und ist auf den Nordosten des australischen Bundesstaates Queensland begrenzt. Neben seiner geringeren Körpergröße unterscheidet er sich vom Braunbrust-Dickkopf auch durch das proportional zur Körpergröße kürzere Schwanzgefieder.

## Verbreitungsgebiet und Lebensraum
Der Felsendickkopf kommt lediglich im tropischen Norden des australischen Kontinents vor. Sein Verbreitungsgebiet begrenzt sich auf den Norden der australischen Bundesstaaten Western Australia und Northern Territory. Für Queensland gibt es einzelne Beobachtungen. Er gilt in seinem gesamten Verbreitungsgebiet als Standvogel.
Der Felsendickkopf besiedelt felsige Gebiete, im größten Teil seines Verbreitungsgebietes dominiert Sandstein. Die Vegetation besteht gewöhnlich nur aus einzelnen Bäumen, meist Eucalyptus miniata. Der Boden ist meist mit Stachelkopfgräsern bedeckt. Nur sehr vereinzelt wird er auch im Regenwald beobachtet.

## Lebensweise
Der Felsendickkopf lebt einzelgängerisch oder paarweise. Gelegentlich wird er auch in Gruppen von drei Individuen beobachtet. Er gilt als ein sehr agiler Vogel, der aber gegenüber dem Menschen sehr scheu und entsprechend schwierig zu beobachten ist. Seine Anwesenheit fällt vor allem durch seinen lauten und melodiösen Gesang auf, der weithin vernehmbar ist. Er hält sich überwiegend am Boden auf, wo er zwischen Felsen und Steinen nach Nahrung sucht. Nur sehr selten baumt er auf. Wird er gestört, fliegt er nur selten auf, sondern sucht mit schnellen Hüpfern das Weite. Deckung sucht er hinter Steinen, in Ritzen oder kleinen Höhlungen. Der Flug ist gradlinig mit kräftigen Flügelschlägen, der immer wieder durch kurze Gleitphasen unterbrochen wird.
Die Brutzeit fällt in die Monate Oktober und November. Das Nest befindet sich häufig auf einem Felsband, in Höhlungen auf solchen Felsbändern oder unter überhängenden Felsen. Das Nest ist napfförmig und wird aus kleinen Wurzeln, Gras, Ästen und Blättern geformt. Das Gelege besteht aus zwei bis drei Eiern. Vermutlich brütet ausschließlich das Weibchen. Über die Brutdauer und die Zeit, vom Schlupf der Nestlinge bis zu ihrem Flügge werden, ist nichts bekannt.

## Einzelbelege
1. ↑   Handbook of the Birds of the World zum Braunbrust-Dickkopf, aufgerufen am 3. Juli 2017
2. ↑   Higgins (Hrsg.): Handbook of Australian, New Zealand & Antarctic Birds. Band 6, S. 1189.
3. 1 2   Higgins (Hrsg.): Handbook of Australian, New Zealand & Antarctic Birds. Band 6, S. 1185.
4. ↑   Higgins (Hrsg.): Handbook of Australian, New Zealand & Antarctic Birds. Band 6, S. 1191.
5. 1 2   Higgins (Hrsg.): Handbook of Australian, New Zealand & Antarctic Birds. Band 6, S. 1186.
6. ↑   Higgins (Hrsg.): Handbook of Australian, New Zealand & Antarctic Birds. Band 6, S. 1187.